# Marsel Ismailgeci
Marsel Ismailgeci (Tirana, Albania, 14 de marzo de 2000) es un futbolista internacional albanés que juega de defensa en el F. C. Ballkani de la Superliga de Kosovo.

## Carrera
Después de formarse en las categorías inferiores del KF Tirana, Marsel Ismailgeci firmó su primer contrato profesional el 8 de julio de 2018, quedando vinculado al Tirana hasta junio de 2021. Pese a pasar la mayor parte de la temporada 2019/20 en el banquillo, Ismailgeci llegó a aparecer en 21 partidos de la Superliga de Albania, 13 como titular, anotando además un gol en la victoria en casa por 2-0 sobre el Flamurtari el 18 de julio de 2018. Asimismo, en la Copa de Albania disputó ocho partidos y marcó un gol el 29 de enero de 2020 contra el KS Kastrioti.
El 19 de agosto de 2020 hizo su debut en la Liga de Campeones de la UEFA durante el partido de la primera ronda previa contra el Dinamo Tiflis. Ismailgeci anotó de rebote el 2-0 final en el minuto 86, ayudando al Tirana a pasar a la siguiente ronda y logrando también su primera victoria en la competición después de 14 años.

## Selección nacional
Marsel Ismailgeci hizo su debut internacional con la selección absoluta de Albania el 11 de noviembre de 2020 en un partido amistoso contra Kosovo.

## Palmarés

### Títulos nacionales
| Título                               | Club                     | País                 | Año  |
| ------------------------------------ | ------------------------ | -------------------- | ---- |
| Superliga de Albania                 | K. F. Tirana             | Albania              | 2020 |
| Superliga de Albania                 | K. F. Tirana             | Albania              | 2022 |
| Supercopa de Albania                 | K. F. Tirana             | Albania              | 2022 |
| Liga Premier de Bosnia y Herzegovina | H. Š. K. Zrinjski Mostar | Bosnia y Herzegovina | 2023 |
| Copa de Bosnia y Herzegovina         | H. Š. K. Zrinjski Mostar | Bosnia y Herzegovina | 2023 |
| Superliga de Kosovo                  | F. C. Ballkani           | Kosovo               | 2024 |
| Copa de Kosovo                       | F. C. Ballkani           | Kosovo               | 2024 |